# Adolf Šimperský
Adolf Šimperský (Břevnov, 5 de agosto de 1909 - 15 de fevereiro de 1964) foi um futebolista checo que atuava como meio-campo.

## Carreira
Adolf Šimperský fez parte do elenco da Seleção Checoslovaca de Futebol, na Copa de 1934, atuando em três partidas. 

## Títulos
- Copa do Mundo: Vice - 1934